# Husie kyrka

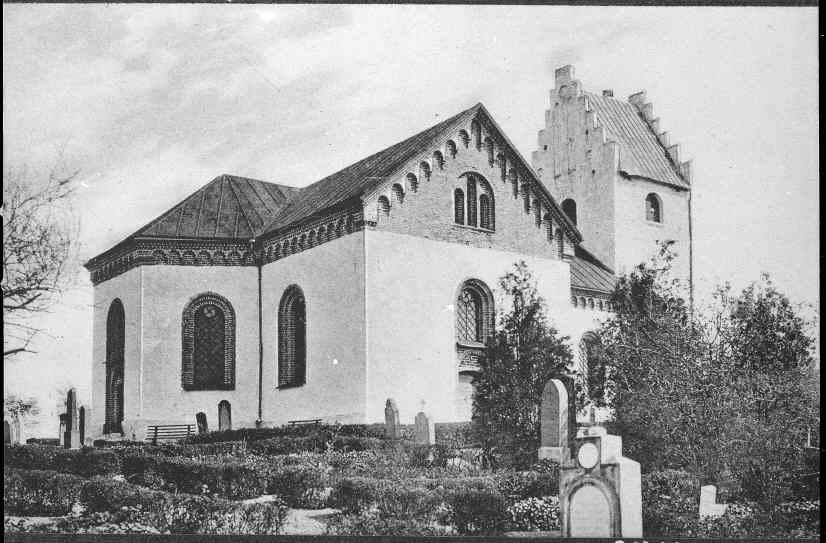
Husie kyrka före 1937

Husie kyrka är en kyrkobyggnad i östra Malmö. Den är församlingskyrka i Husie församling i Lunds stift.

## Kyrkobyggnaden
Kyrkan byggdes av murmästare Johan Stenberg 1855-57 efter ritningar av Carl Georg Brunius. Den invigdes 22 november 1857 av biskop Johan Henrik Thomander.
Tidigare fanns här en medeltida kyrka, vars äldsta delar var från 11-1200-talet. När den nuvarande kyrkan byggdes, bevarades tornet med vapenhus. Tornet dateras till början av 1500-talet. Det var ursprungligen ett vapenhus som senare påbyggdes till ett torn med trappgavlar.
Den nuvarande kyrkan är inte byggd på exakt samma plats som den gamla. Tidigare låg tornet i norr, nu är den i väster.
Åren 1974-75 restaurerades och renoverades kyrkan grundligt invändigt. Detta skedde efter ritning av domkyrkoarkitekt Eiler Graebe. Arbetet leddes av arkitekten Lennart Strömbeck. Då tillkom sakristian och en toalett vid södra korsarmen, altaruppsatsen ersattes av ett enkelt altare och koret frilades.
Kyrkan, som är högt belägen och omgiven av en kyrkogård, har ett långhus med tresidigt kor och korsarmar. I långhuset och korsarmarna finns kryssvalv. Huvudingången är genom tornet i väster. Ingångar finns även till sakristian och norra korsarmen.
Murarna är av tuktad gråsten med tegel i gavelrösten, omfattningar och dekorativa detaljer. Kyrkan är sedan 1937 putsad och vitkalkad. Tidigare syntes det gula teglet. Tornet är helt byggt av rött tegel. Taket täcks av tegel, ursprungligen spån. Torntaket är belagt med kopparplåt.
Invändigt domineras kyrkorummet av det enkla tegelstensaltaret och det målade korfönstret. Inredningen är av trä, som är målad i ådrad ek med detaljer av guld.

## Inventarier
- Predikstol från 1870, efter äldre ritning av Carl Georg Brunius.
- Från den gamla kyrkans 1600-talspredikstol har bevarats de fyra evangelisterna med sina symboler: Matteus med den bevingade människan, Markus med lejonet, Lukas med oxen och Johannes med örnen. Detta finns på östra väggen i norra och södra korsarmen.
- Bevarade delar av en altaruppsats från 1642, visande "Jesu korsfästelse" och den "första nattvarden" samt "fyra apostlar". Detta finns på gavelväggen i södra korsarmen.
- Dopfunt i sandsten från Höör, skapad av konstnären Stig Ryberg, 1974. Både fot och cuppa har oval form. Dopfatet i mässing och dopljusstaken är utförda av samma konstnär.
- Glasmålning av konstnären Erik Olson ur Halmstadgruppen tillkom vid renoveringen 1974-75 och finns i östra fönstret och utgör bakgrund för altaret.
- Över dörren i norra korsarmen hänger en vapensköld för Skånska luftvärnskåren (Lv4), som hade sin förläggningsplats i Husie mellan 1943 och 1982. Skölden är gjord av bildhuggaren Elvin Dukkert och skänktes från Lv4 och dess kamratförening till kyrkan 1958.
- I södra korsarmen finns en minnestavla över Claus Mortensen, Skånes reformator, som var kyrkoherde i Husie 1541-75. Även den tavlan är gjord av Elvin Dukkert. Den sattes upp 1967 med anledning av 450-årsminnet av Martin Luthers reformation i Wittenberg 1517.
- Kormattan med motivet ”I Himlar sjungen den Eviges ära” är utförd 1974 av textilkonstnären Anna-Lisa Menander.
- I valven hänger tre ljuskronor av mässing. I långhuset finns en ljuskrona från 1735. I norra och södra korsarmen hänger ljuskronor från 1914.
- En Steinway-flygel skänktes till kyrkan 1966 av lantbrukaren Hans L Persson och hans hustru Jenny Persson på Fridentorps gård i Kvarnby.
- Träsnideri i vapenhuset föreställande "fyra änglar och en duva", anspelande på Matteusevangeliet 3:16. Den är bevarad från den gamla kyrkan där den hängde över dopfunten.
- På norra väggen i vapenhuset hänger två tavlor över församlingens Series Pastorum, utförda 1974 av Elvin Dukkert.
- I vapenhuset finns flera inmurade gravstenar. En är över Peder Lauritsen, kyrkoherde i Husie och prost i Oxie härad, död 1636. En är över rusthållaren Anders Jönsson på Riseberga, död 1642 och hans hustru Boel Nilsdotter. En är över bröderna Jensen, söner till 1600-talskyrkoherden Jens Jensen Aars och avlidna i späd ålder.
- Storklockan, ursprungligen gjuten 1519 till Falsterbo kyrka av Michel Stigeman, Köpenhamn; överlämnad till Husie församling efter en brand i Husie kyrka 1624. Den pryds av tre helgon: S:ta Gertrud av Nivelles, S:t Göran och S:t Kristoffer. Det är en av de äldsta kyrkklockorna i Skåne som fortfarande är i bruk, utan att vara omgjuten.
- Lillklockan, gjuten 1735 av Andreas Wetterholtz, Malmö.
- Vindflöjeln på tornets tak bär årtalet 1864.

## Bilder

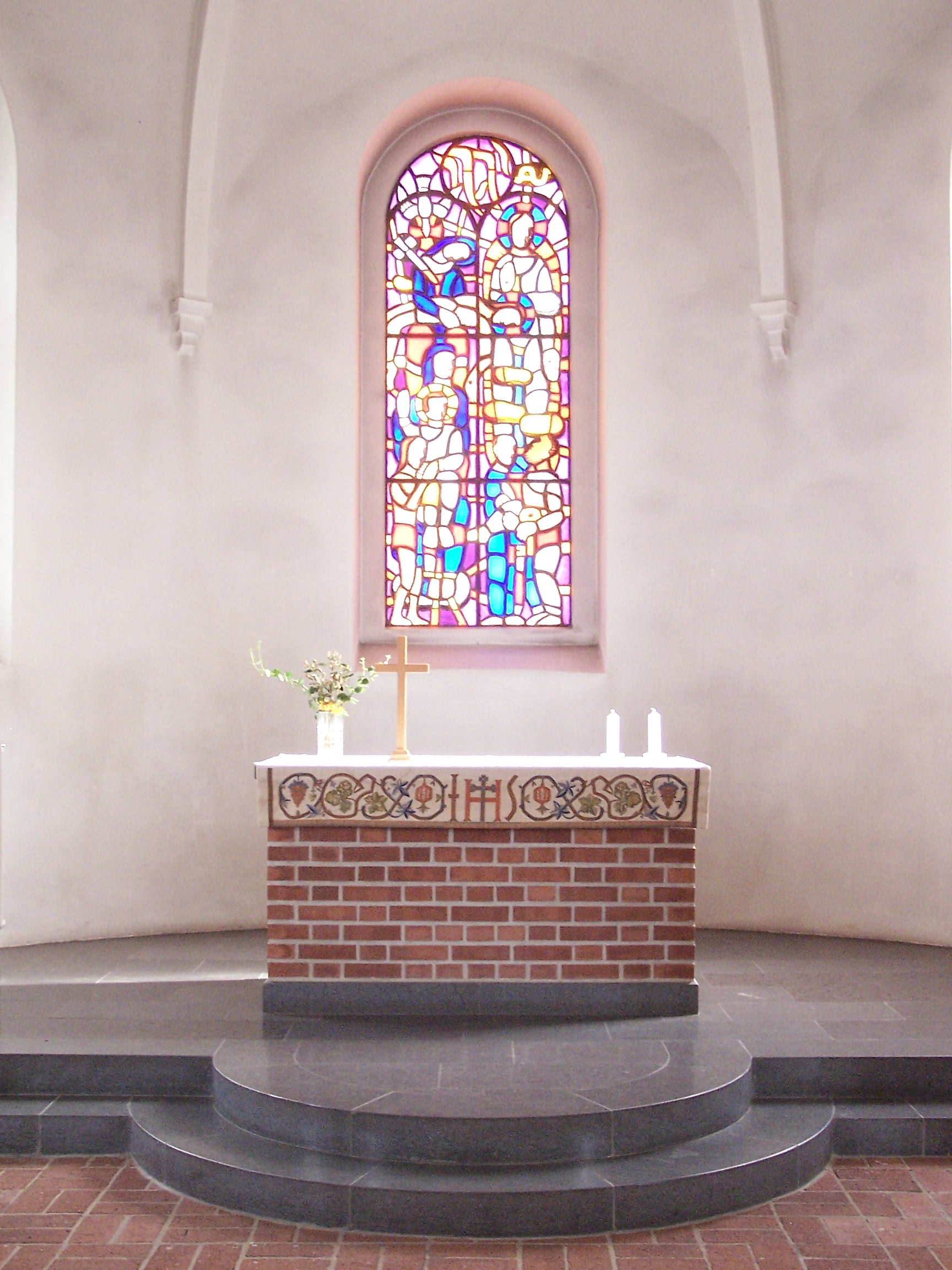
Altaret
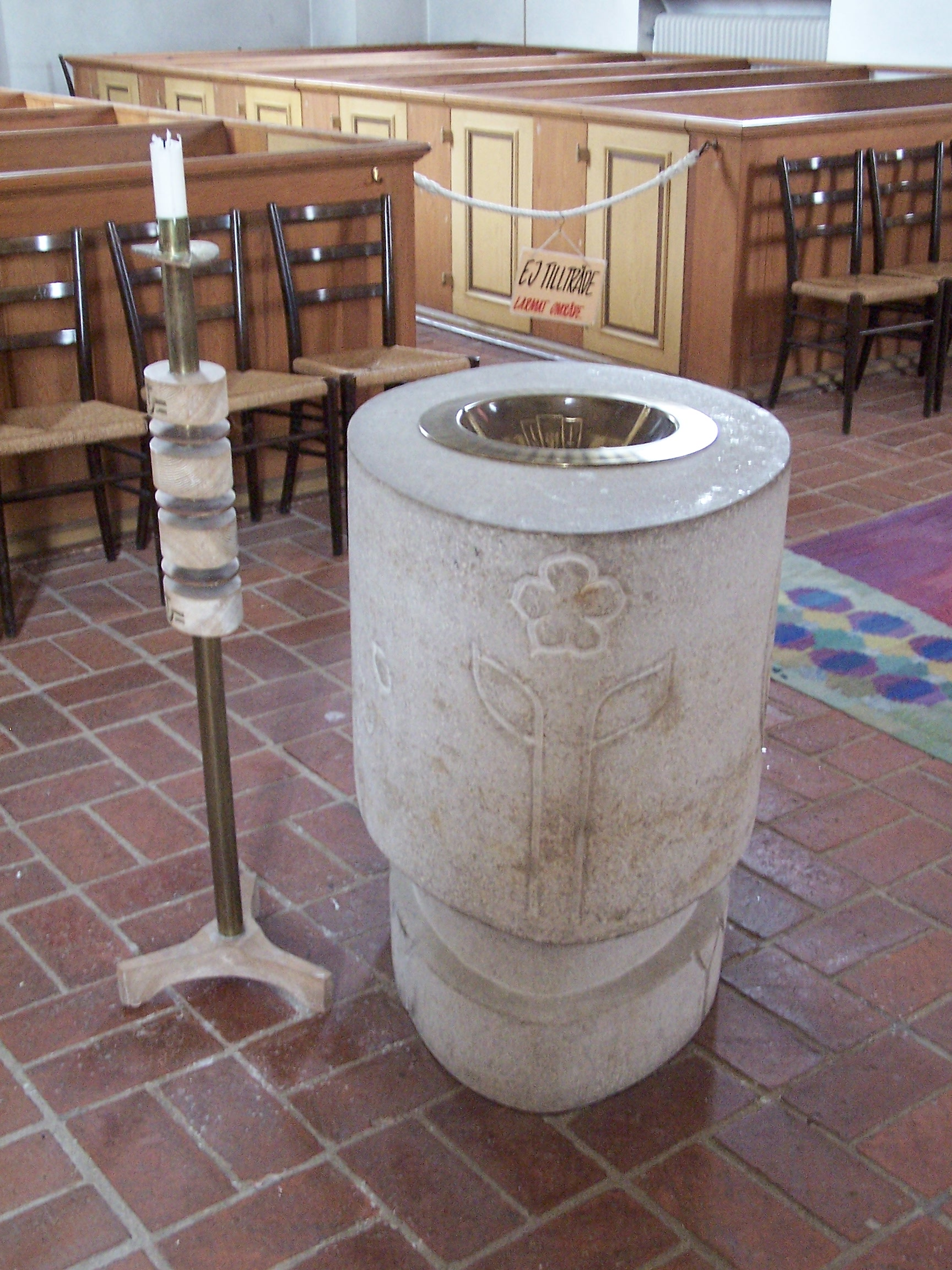
Dopfunten
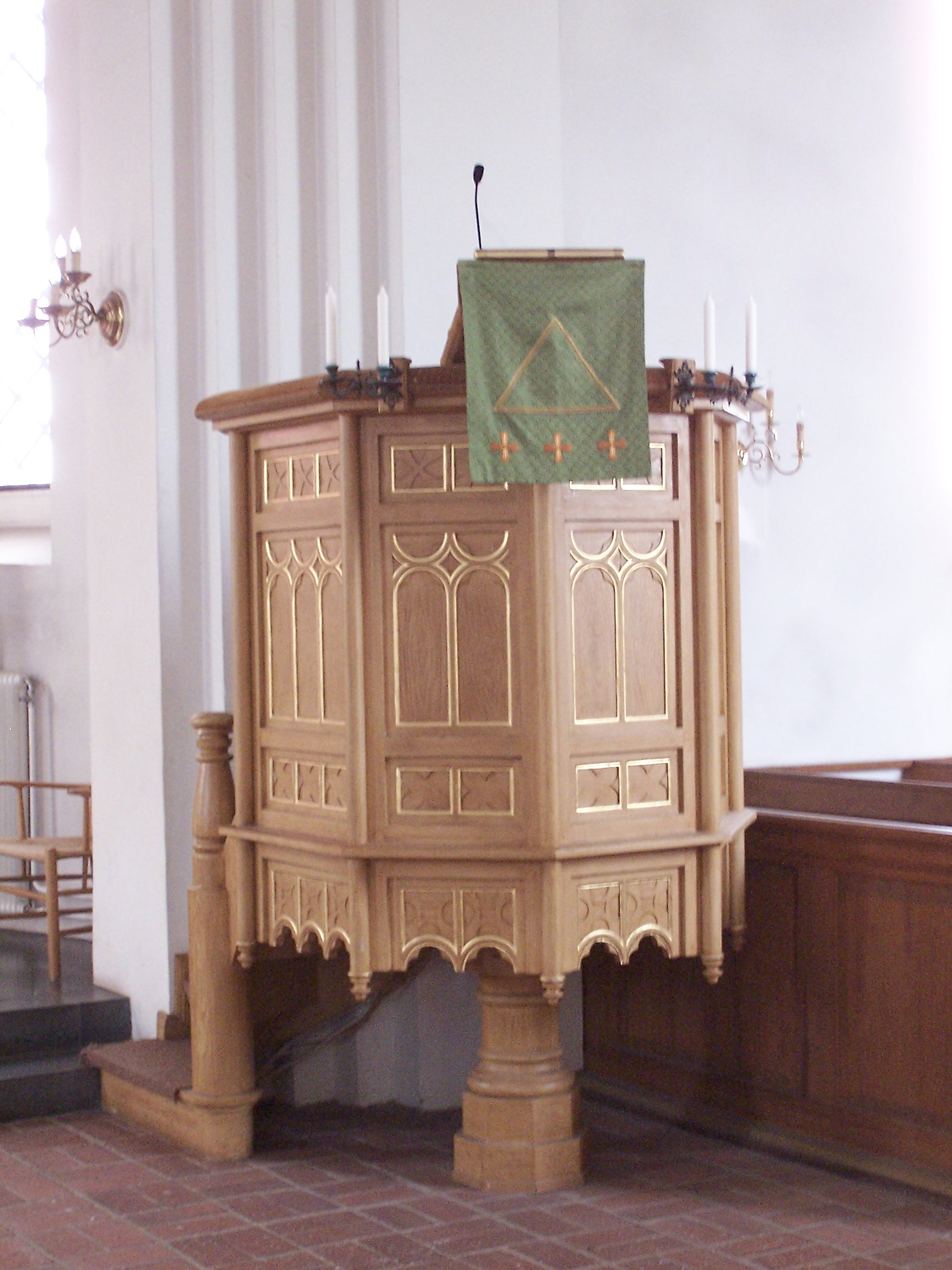
Predikstolen
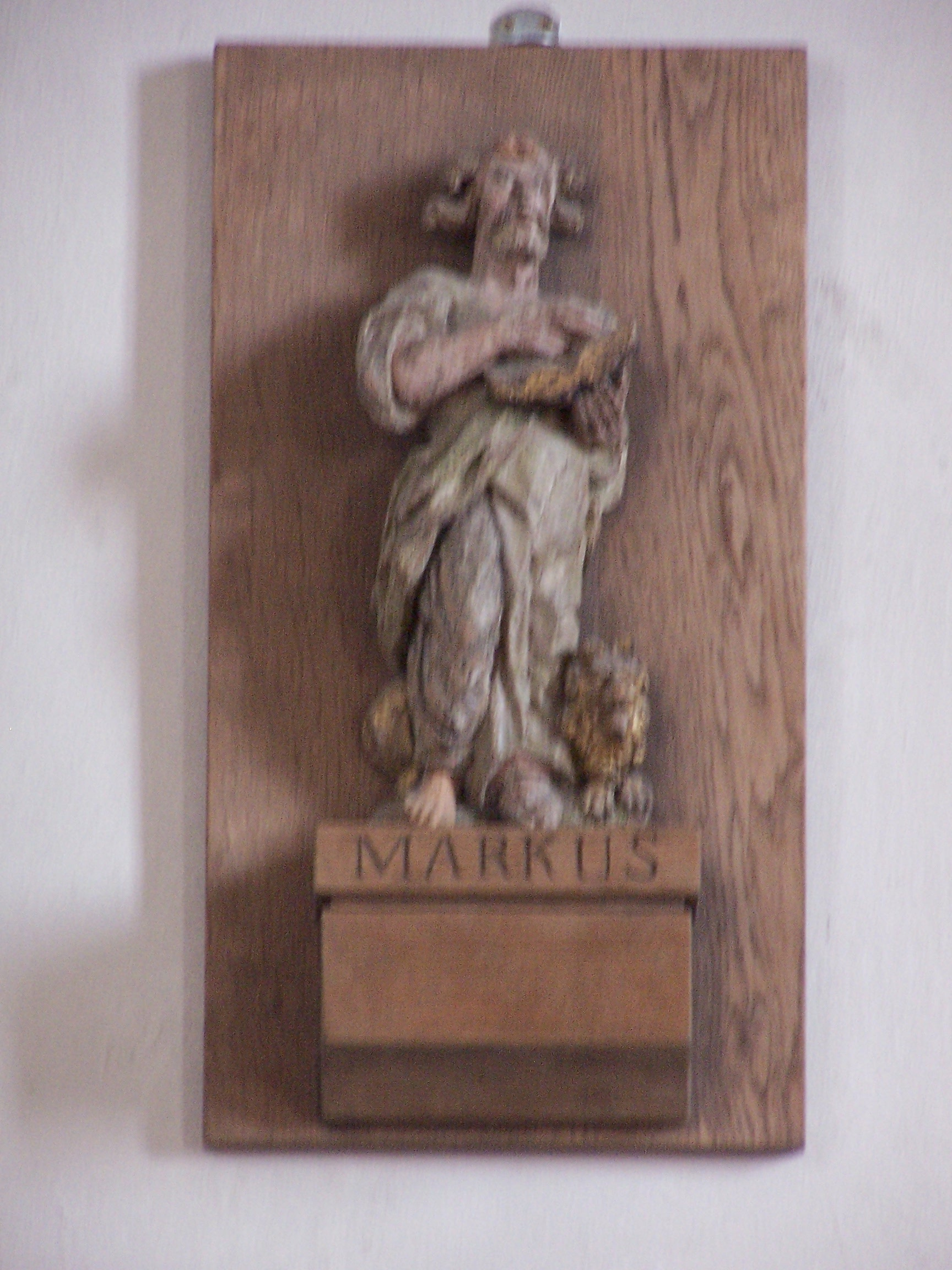
Träskulptur föreställande Markus

## Orglar

### Läktarorgel

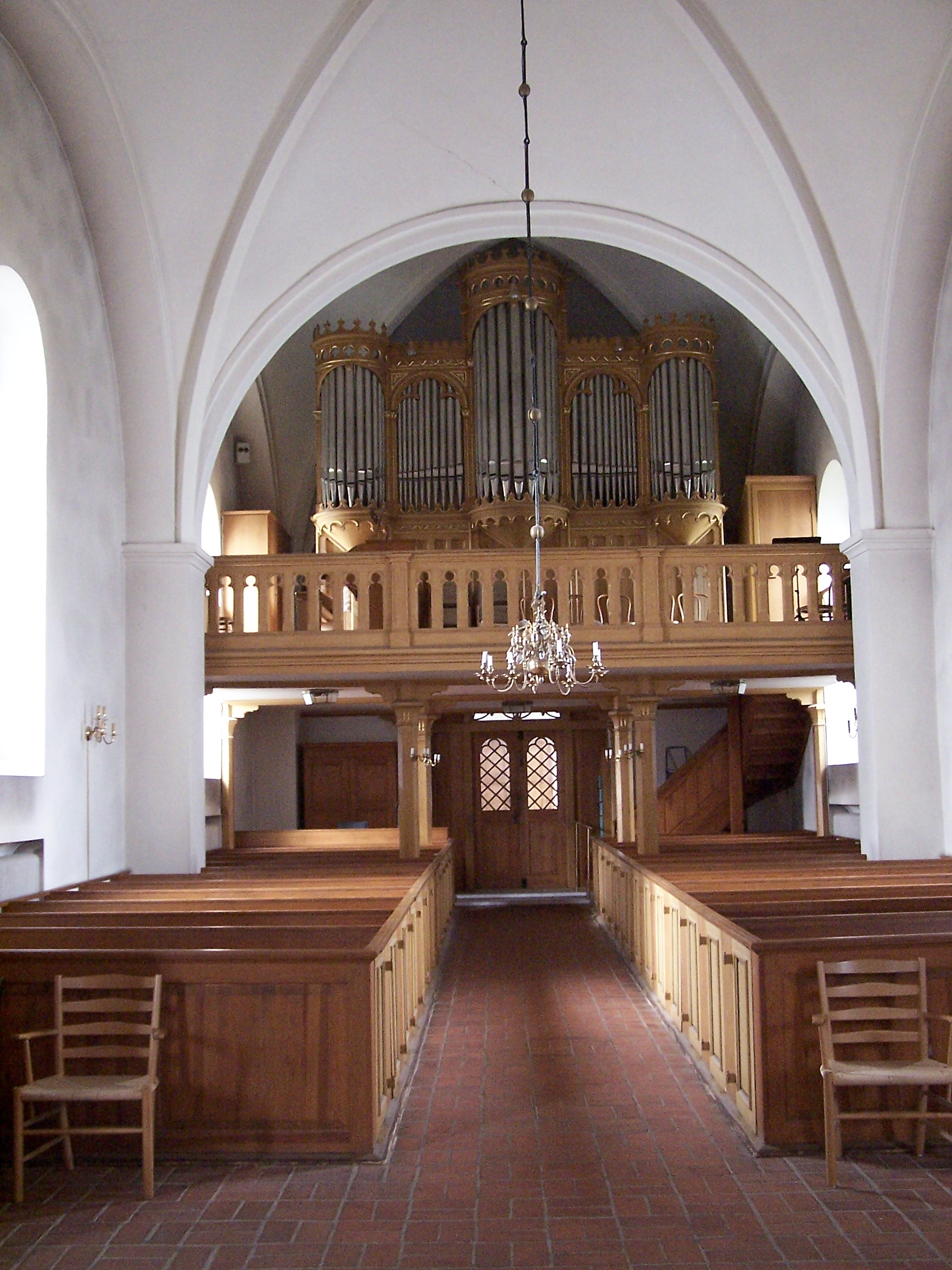
Vy mot läktarorgeln
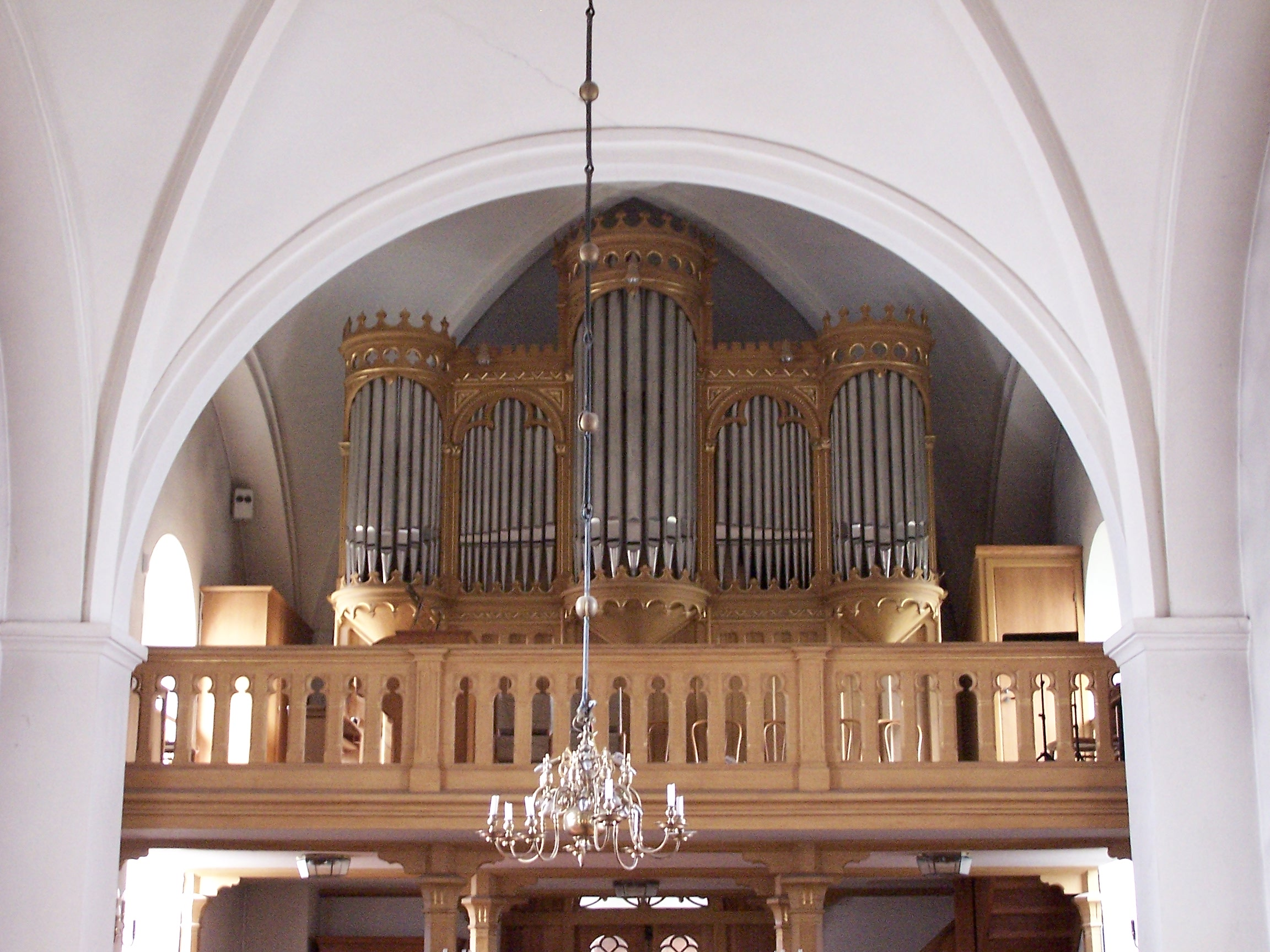
Läktarorgeln

- 1758 sattes en orgel upp av Andreas Malmlöf, Malmö med sex stämmor.[1]
- En ny orgel byggdes 1883 av Rasmus Nilsson, Malmö med 14 stämmor. Orgelläktaren tillkom samma år. Läktaren ritades av C F Ekholm.
- 1940: Firma A. Mårtenssons Orgelfabrik AB, Lund, byggde en pneumatisk orgel med 15 stämmor samt fria & fasta kombinationer.

Disposition:
| Huvudverk I      | Svällverk II                     | Pedal             | Koppel           |
| Borduna 16'      | Rörflöjt 8'                      | Subbas 16'        | I/P              |
| Principal 8'     | Salicional 8'                    | Oktavbas 8'       | II/P             |
| Flöjt 8’         | Vox retusa 8'                    |                   | II/I             |
| Oktava 4'        | Traversflöjt 4'                  |                   | 4' I/I           |
| Oktava 2'        | Waldflöjt 2'                     |                   | 16' II/I         |
| Mixtur III chor. | Sesquialtera II, 2 2/3' + 1 3/5' |                   | 4' II/I          |
|                  | Corno 8'                         |                   | 4' II/P          |
|                  | Crescendosvällare                | Aut. pedalväxling | Registersvällare |

- Nuvarande orgelverk är byggt 2007-2008 av Tostareds Kyrkorgelfabrik och bygger på den ursprungliga orgeln från 1883. Fasaden är den ursprungliga, liksom en stor del av piporna.

#### Disposition

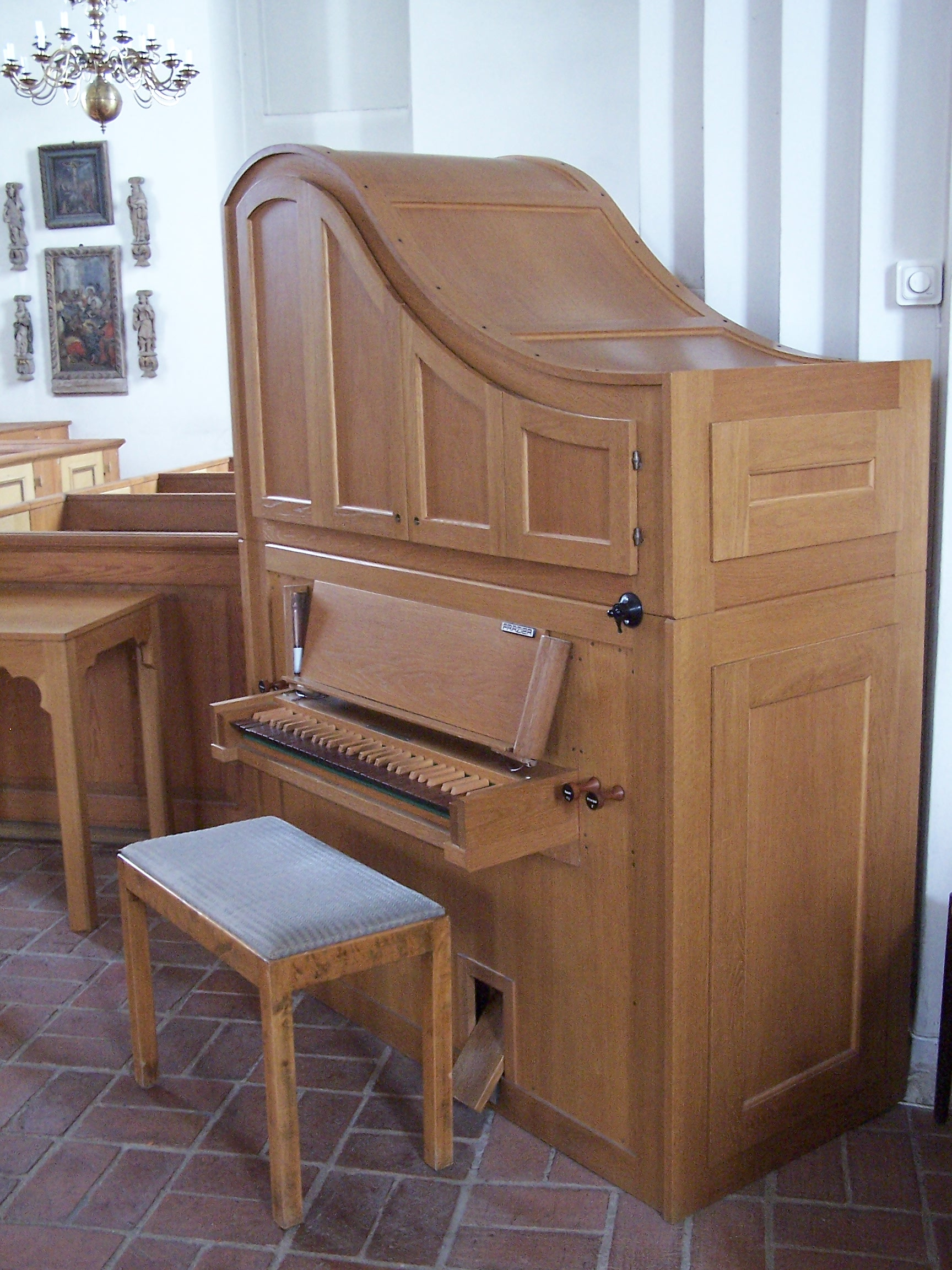
Korpositivet

| Huvudverk I       | Svällverk II       | Svällverk III       | Pedalverk      | Koppel    |
| Borduna 16'       | Violinprincipal 8' | Flauto traverso 8'  | Subbas 16'     | I/P       |
| Principal 8'      | Salicional 8'      | Violin 8'           | Violoncelle 8' | II/P      |
| Gamba 8'          | Rörflöjt 8'        | Voix céleste 8'     | Basun 16'      | III/P     |
| Flûte harmonik 8' | Flauto amabile 4'  | Flûte octaviante 4' |                | II/I      |
| Octava 4'         | Clarinette 8'      | Nasard 2 2/3'       |                | III/I     |
| Quinta 2 2/3'     | Tremolo            | Waldflöjt 2'        |                | III/II    |
| Octava 2'         |                    | Ters 1 3/5'         |                | 4' III/I  |
| Mixtur III        |                    | Corno 8'            |                | 16' III/I |
| Trumpet 8'        |                    | Tremolo             |                |           |

### Korpositiv
År 1975 levererade A. Mårtenssons Orgelfabrik AB, Lund ett mekaniskt positiv utan pedalklaviatur.

#### Disposition
| Manual        |
| Gedackt 8’    |
| Rörpommer 4’  |
| Principal 2’  |
| Nasat 1 1/3’  |
| Svällarluckor |

År 2012 såldes kororgeln till organisten Martin Hasselgren som skänkte den till frimurarlogen i Landskrona.